# Längelmäki

Wappen der ehemaligen Gemeinde Längelmäki

Längelmäki [ˈlæŋːɛlmæki] ist eine ehemalige Gemeinde in Finnland. Heute ist das ehemalige Gemeindegebiet zwischen den Städten Jämsä und Orivesi aufgeteilt.
Längelmäki liegt an der Grenze der Landschaften Pirkanmaa und Mittelfinnland. Das Gemeindezentrum war der Ort Länkipohja, der auf halber Strecke zwischen Orivesi (26 Kilometer westlich) um Jämsä (27 Kilometer östlich) gelegen ist. Insgesamt umfasste das Gemeindegebiet eine Fläche von 496,9 km² (davon 73,3 km² Binnengewässer). Die Gemeinde Längelmäki hatte zuletzt 1.658 Einwohner.
Längelmäki wurde 1640 als eigenständiges Kirchspiel aus Orivesi gelöst und umfasste anfangs auch die Kapellengemeinde Kuorevesi, welche sich 1881 selbstständig machte. Zum Jahresbeginn 2007 wurde die Gemeinde Längelmäki aufgelöst; der westliche Teil des Gemeindegebiets kam an die Stadt Orivesi, der östliche Teil samt dem Gemeindezentrum und zwei Dritteln der Einwohnerschaft an die Stadt Jämsä. Dadurch wurde das Gebiet zwischen den Landschaften Pirkanmaa und Mittelfinnland geteilt. Zur Zeit seiner kommunalen Unabhängigkeit hatte Längelmäki zu Pirkanmaa gehört.
Hauptsehenswürdigkeit von Längelmäki ist die Holzkirche aus dem Jahr 1772.